# 크리스탈 스페이스
크리스탈 스페이스(Crystal Space)는 조릿 타이베르그하인 외 개발자들이 C++로 개발한 3D 애플리케이션 개발용 유지보수되지 않는 프레임워크이다. 첫 공개 릴리스는 1997년 8월 26일이었다. 일반적으로 게임 엔진으로 사용되지만, 이 프레임워크는 더 광범위하게 어떤 종류의 3D 시각화에도 사용될 수 있다. 매우 이식성이 좋고 마이크로소프트 윈도우, 리눅스, UNIX, Mac OS X에서 실행된다. 또한 GNU LGPL-2.0-or-later로 라이선스된 자유-오픈 소스 소프트웨어이며, 2003년 2월 소스포지의 이달의 프로젝트로 선정되었다. 2019년에 프로젝트의 주요 개발자 중 한 명은 이를 "사실상 죽은 프로젝트이며, 몇 년 동안 그렇게 되어 왔다"고 묘사했다.

## 엔진 설계
크리스탈 스페이스는 객체 지향 C++로 프로그래밍되어 있다. 이 엔진은 다소 독립적인 여러 플러그인으로 매우 모듈화되어 구축되어 있다. 클라이언트 프로그램은 OpenGL 3D 렌더러와 같은 플러그인들을 크리스탈 스페이스의 Shared Class Facility(SCF)를 통해 등록하여 사용한다.

## 기능
크리스탈 스페이스는 2D 및 3D 그래픽, 사운드, 충돌 감지, 그리고 ODE와 불릿을 통한 물리 모듈을 가지고 있다.
- 그래픽:
  - OpenGL 렌더링
  - 모든 주요 카드 벤더의 하드웨어 가속 지원
  - 셰이더 사용 가능
  - 법선 매핑, 시차 매핑 및 하드웨어 스키닝과 같은 일반 셰이더 라이브러리
  - 제한된 기능으로 소프트웨어 렌더링 지원
- 메시 객체:
  - 플러그인 기반 메시 시스템
  - 프레임 및 뼈대 애니메이션을 지원하는 삼각형 기반 메시
- 충돌 감지 및 동역학:
  - ODE 및 불릿 동역학
  - 완전한 동적 시뮬레이션이 필요하지 않을 때의 간소화된 충돌 감지

## 반응과 사용
이 엔진은 예를 들어 오픈 아웃캐스트 및 플레인시프트 프로젝트에 사용되었다. 2003년 2월에는 소스포지의 이달의 프로젝트였다.